# Menaém, o essénio
Menaém (ou Menachem), dito o essénio, teria sido um líder dos Essénios ao tempo do Rei Herodes, o Grande. O conhecimento que nos chega dele advém de várias fontes. Flávio Josefo refere-se a ele. A Mishna e o Talmud de Jerusalém também se refere a um Menaém. Alguns investigadores, entre os quais Azaria De Rossi, sugeriram que eles sejam a mesma pessoa. Segundo as fontes rabínicas, Menaém era membro da corte do Rei Herodes, o que vai ao encontro com o que diz Flávio Josefo. O académico Israel Knohl avançou a hipótese de este Menaém ser um messias anterior a Jesus, que tentou iniciar uma revolta contra Roma após a morte do Rei Herodes e ter sido morto pelos romanos, que deixaram o seu cadáver jazer no chão 3 dias na rua.

## A descrição de Flávio Josefo
De acordo com Flávio Josefo, este Menaém era um bom amigo do Rei Herodes. Ele conta mesmo que Menaém terá previsto ao jovem Herodes que um dia ele seria rei, o que este achou improvável.
Seja como for, uma vez que Herodes se tornou Rei com a ajuda de Roma, Menaém permaneceu um amigo de Herodes.
Flávio conta que o Rei Herodes respeitava os essénios e os recebia frequentemente.
Isto colocava Menaém numa situação delicada, já que os essénios odiavam os romanos, considerando-os opressores. Menaém teve de se valer da sua diplomacia

## Israel Knohl
Israel Knohl, baseando-se nos manuscritos do mar morto, lança a hipótese de Menaém ser o autor dos textos entre aqueles pergaminhos em que alguém se auto-proclama como um messias. Nos pergaminhos, alguém fala de si próprio num tom altivo, nos "céus de um trono de potência", por entre uma "assembleia de anjos" e pergunta mesmo, de forma audaz: "Quem entre os anjos é como eu ?".
Como Flávio Josefo disse, a situação de Menaém perante o Rei Herodes era delicada, já que os essénios odiavam os romanos, considerando-os opressores.
Nos pergaminhos do mar morto há uma secção em que este misterioso messias instrui os membros da seita a serem diplomáticos, esperando o seu dia. Este trecho chama-se mesmo "Manual de disciplina de Qumram".
Os essénios parecem ter mantido a paz durante o reinado de Herodes. Mas quando ele morreu, em 4 a.C, houve tentativas de revolta.

## Talmud de Jerusalém
Após a morte do Rei Herodes há uma grande revolta e turbulência política. Segundo Talmud de Jerusalém, foi então que Menaém foi excomungado. O Talmud reprova a ação de Menaém, dizendo que saiu da boa linha. Isto também joga bem com a hipótese de Israel Knohl. No Midrash do cântico dos cânticos consta que Menaém terá tido uma discussão com Hillel, líder dos fariseus, e que Hillel foi um dos sábios que excomungaram Menaém.

## Cristianismo
No capítulo 13 do livro de Atos dos Apóstolos do Novo Testamento, é citado entre os líderes e profetas da igreja de Antioquia, Manaém (Menaém na versão inglesa) que fora criado com Herodes, o tetrarca. Sendo citado no Talmud como excomungado, levando consigo 8 pares de discípulos, e de acordo com o historiador Flavio Joséfo, um bom amigo do rei Herodes, é muito provável que se trate da mesma pessoa e que o motivo de sua excomungação seria sua conversão ao Cristianismo.
1. ↑  https://www.bibliaonline.com.br/nvi/atos/13/1+